# Ulica Spichlerna w Bydgoszczy
Ulica Spichlerna w Bydgoszczy – ulica na terenie miasta lokacyjnego Bydgoszczy.

## Położenie
Ulica znajduje się w północnej części Starego Miasta, na nabrzeżu Brdy, między ul. Mostową, a Rybim Rynkiem. Po południowej stronie ulicy stoi zespół szachulcowych spichlerzy z końca XVIII w., jak również zacumowano tu na stałe Barkę Lemara (muzeum).

## Historia
Ulica Spichlerna, znajdująca się na północnym obrzeżu bydgoskiego miasta lokacyjnego, powstała dopiero w końcu XVIII wieku.
W okresie przedrozbiorowym znajdowało się tu nieumocnione nabrzeże Brdy, a w jego sąsiedztwie zespół zabudowań, prawdopodobnie o przeznaczeniu gospodarczym, co przedstawia plan Bydgoszczy z 1774 r. wykonany przez geometrę Gretha.
Po przejściu miasta do władzę pruską, w latach 70. XVIII w. na nabrzeżu wykonano kamienno-ceglany bulwar o długości 80 m, który łączył się z nowo zbudowanym mostem Gdańskim. Do 1800 r. w sąsiedztwie powstał również zespół sześciu szachulcowych spichlerzy. Od mostu wzdłuż nabrzeża Brdy, do Rybiego Rynku prowadziła wówczas nie nazwana uliczka, będąca nabrzeżem służącym do załadunku i wyładunku towarów z barek.
Ulicy przyznano nazwę dopiero po 1886 r. W 1902 r. przy moście wzniesiono wielkomiejską kamienicę zwaną „Domem Fryderyka” (1902) z restauracją „Piwnica Fryderykowska”, domem towarowym i apartamentami, autorstwa budowniczego Józefa Święcickiego.
W 1940 r. na skutek zarządzenia hitlerowskich władz okupacyjnych kamienica ta została wyburzona, a zimą 1960 r. spaliły się dwa szachulcowe spichlerze na Rybim Rynku.

### Nazwy
Ulica w przekroju historycznym posiadała następujące nazwy:
- 1887–1920 – Speicherstraβe
- 1920–1939 – Szpichlerna
- 1939–1945 – Speicherstraβe
- od 1945 – Spichlerna

Nazwa ulicy nawiązuje do zespołu spichrzy miejskich stojących przy uliczce, na zachód od Rybiego Rynku.